# Guzek siostry Mary Joseph
Guzek siostry Mary Joseph, węzeł siostry Mary Joseph, objaw siostry Mary Joseph – palpacyjnie stwierdzalny guz w okolicy pępka, będący następstwem przerzutów do okołopępkowych węzłów chłonnych z nowotworów narządów jamy brzusznej lub miednicy, a rzadziej w wyniku lokalnego szerzenia się procesu rozrostowego przez ciągłość. W tej okolicy najczęściej lokalizują się przerzuty raka jajnika, raka żołądka, raka trzustki i raka jelita grubego. U kobiet źródłem przerzutów do okolicy pępka najczęściej jest rak jajnika, a u mężczyzn żołądka.
Przerzuty stanowią niemal 90% nowotworów tego obszaru (w pozostałych przypadkach pierwotnymi nowotworami złośliwymi okolicy pępka są nowotwory skóry, głównie czerniak), jest to więc późny objaw już zaawansowanej choroby nowotworowej.
Szacuje się, że guzek siostry Mary Joseph może towarzyszyć 1–3% przypadków nowotworów jamy brzusznej lub miednicy. Bywa pierwszą manifestacją choroby nowotworowej. Częściej jest stwierdzany u kobiet. W diagnostyce pomocne są biopsja i badanie histopatologiczne oraz badania obrazowe.
Guzek zwykle cechuje się nieregularnym odgraniczeniem i twardą konsystencją. Może być bolesny. Powierzchnia zmiany często jest owrzodziała lub martwicza; może występować krwista, surowicza lub ropna wydzielina. Guzki zwykle mają wielkość od 0,5 do 2 cm, choć mogą być znacznie większe, osiągając nawet 10 cm. Wymagają różnicowania z przepukliną pępkową, naczyniakiem, endometriozą, chorobą Pageta, blizną przerostową, ziarniniakiem i wypryskiem.
Możliwymi mechanizmami tłumaczącymi powstanie guzka siostry Mary Joseph mogą być:
- szerzenie przez ciągłość z nacieczonej otrzewnej (najczęstsza droga)
- bogate unaczynienie limfatyczne z licznymi połączeniami z innymi grupami węzłów, w tym pachowymi, pachwinowymi i okołoaortalnymi
- bogate unaczynienie tętnicze
- połączenia żylne z żyłą piersiową wewnętrzną, żyłą nabrzuszną powierzchowną i układem wrotnym
- szerzenie się komórek nowotworowych poprzez moczownik (rak pęcherza moczowego) i inne struktury będące pozostałościami płodowymi.

W 1949 objaw ten został nazwany (przez Hamiltona Baileya) imieniem pielęgniarki, która jako pierwsza zauważyła, że chorzy z nowotworami w jamie brzusznej lub miednicy mają guzek w okolicy pępka.